# بندقية (سلاح)
البُنْدُقِيَّةُ سلاح ناري يسند إلى الكتف أثناء إطلاقه. ويستخدم الجنود البنادق في القتال، كما يستخدمها الناس في صيد الطرائد وفي المنافسات في مباريات الرماية.

## نوعية البنادق
تختلف البنادق الحربية عن البنادق الرياضية اختلافا كبيرا. فالبنادق الحربية متينة البناء، ومصممة بحيث تعمل في أصعب الأحوال. وتكون البنادق الحربية إما آلية أو شبه آلية، ويمكن إطلاق الرصاصات في البندقية آلية واحدة تلو الأخرى بضغطة واحدة على الزناد في حينه في شبه آلية تنطلق طلقة مع كل ضغطة على الزناد. أما أكثر بنادق التصويب والرماية فتعمل باليد بعد كل طلقة، فضلا عن أن تصميمها يتميز بمراعاة الجانب الجمالي إضافة إلى الدقة. عادة ما يكون لها مدى قاتل أكبر من المسدس ودقة أعلى ناتجة عن إمكانية تثبيت البندقية أفضل من المسدس والتحكم في ردة فعل الطلقة بالإضافة إلى أن الرصاصة تبقى مدة أطول في مخرج البندقية مما يجعل التأثيرات الخارجية عليها أقل ويعطيها زخما دورانيا أكبر.

## تاريخ

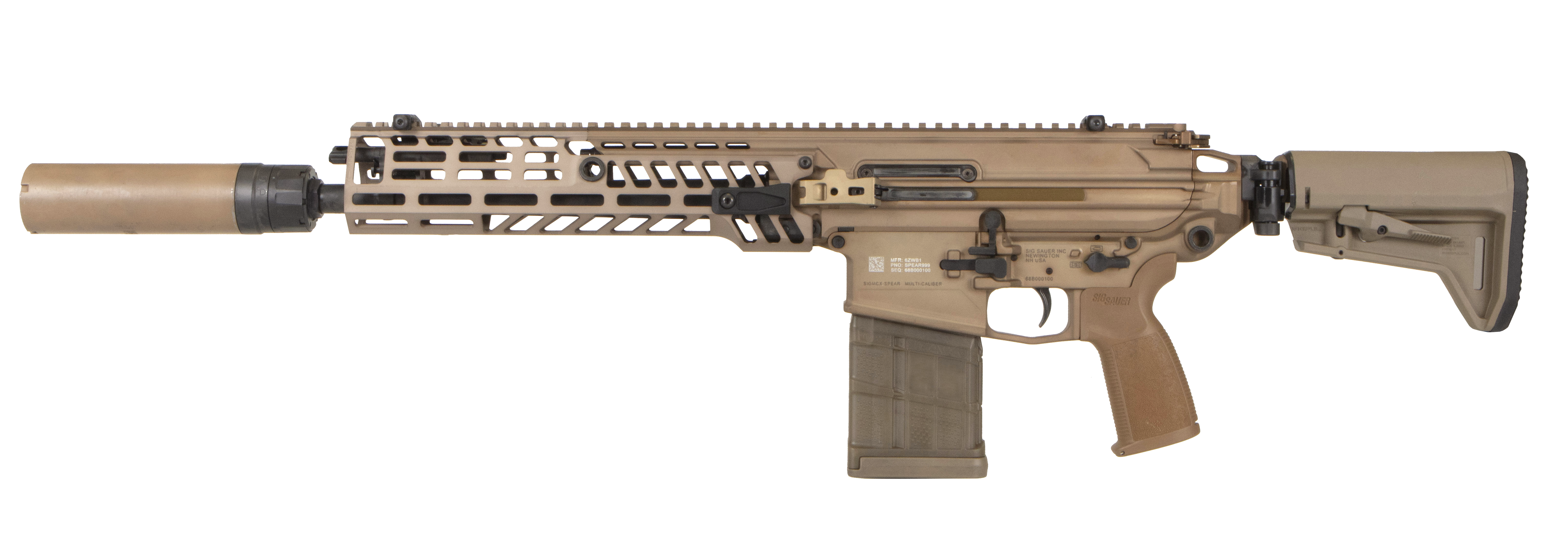
بندقية إكس أم 5، بندقية هجومية أمريكية الصنع، حلت حل بندقية إم 4 فصارت بندقية الهجوم الرئيسة للجيش الأمريكي.

اخترعت البندقية ذات الماسورة في أوربا تحديدا في الأندلس حوالي عام 1400، ولا يمكن الاعتماد على الأسلحة النارية ذات الماسورة الملساء لإصابة أهداف تبعد أكثر من 100 خطوة. وكانت بندقية القناص التي عرفت في وسط وشماليّ أوربا أول بندقية دقيقة. وصنعت هذه البندقية عام 1665. وقد جلب المهاجرون الألمان معهم إلى بنسلفانيَة بندقية القناص في أوائل القرن الثامن عشر الميلادي، وأضافوا إليها مظاهر جديدة منها الماسورة الطويلة. ثم تطورت بندقية كنتاكة البنسلفانيَّة الصنع بعد ذلك من بندقية القناص. واستخدمت بعض بنادق كنتاكة في أثناء الثورة الأمريكية 1775 - 1783.